# Rossmówki
Rossmówki – cykliczne skecze nadawane na antenie Programu Trzeciego Polskiego Radia w ramach audycji 60 minut na godzinę, Powtórka z rozrywki lub porannego wydania Zapraszamy do Trójki.

## Skecze
Skecze miały formę dialogów odgrywanych przez aktorów Piotra Fronczewskiego i Tadeusza Rossa. W pierwszym okresie w skeczach występował Bohdan Łazuka, potem gościnnie pojawiali się inni, m.in. Krzysztof Kowalewski, Janusz Gajos i Janusz Rewiński (jako Ogólny, kierownik baru mlecznego w Małkini).
Autorem wszystkich tekstów był Tadeusz Ross. Skecze charakteryzował bardzo absurdalny humor, podobny do dialogów Serwus, jestem nerwus Marii Czubaszek. Wszystkie odcinki były kilkuminutowe, zawierały się w przedziale 2-5 minut. Powstało niecałe 100 odcinków. Powstawały w różnych latach, zarówno przed stanem wojennym w 1981, jak i w latach 90. XX wieku.

## Cytaty
Większość audycji rozpoczynała się od dialogu

– Dwa razy dwa?

– Cztery.

– Za dokładnie!

– Pan spyta jeszcze raz.

– Dwa razy dwa?

– Czczeryy...

– Dobrze!

– Fronczewski.

– Rosssssssss....

– A co tu tak syczy?

– ...ssss. A teraz?

– Przestało.

– A widzi pan!

Wszystkie odcinki kończyły się pożegnaniem z użyciem słowa "bulba", np.:

– No to bulba!

– Bulba!

Przykład absurdalnego humoru skeczy:
Słowotwórstwokura wuja, laluga, kutula, bulba, szprycle, dymna duda, tyta, muta, palantyna, tatupa, lusia, leleń
Niecodzienne wynalazkiprysznic dla kury, rower z trzema pedałami i popielniczką, zupa z palantyny, maszyna rolnicza napędzana Jóźwiakową, wielka sztuka dla aktorów drugoplanowych, orkiestra płetwonurków, rama bez obrazu, ryby w pokrowcu, kefir pity sitkami
ProtagoniściMarnota, Janek Kura, Wacek Cycko, Prycia, Dyndas i Ogólny z Małkini